# Kinh đô Vạn Lại – An Trường
Kinh đô Vạn Lại – An Trường hay còn gọi với các tên khác như hành cung Vạn Lại, hành điện Vạn Lại, cố đô Vạn Lại, là kinh đô của Đại Việt nam triều nhà Lê trong giai đoạn Nam - Bắc triều phân tranh của hai họ Lê - Mạc. Cả Vạn Lại và An Trường nay đều thuộc đất huyện Thọ Xuân, ở phía đông Lam Kinh và ở cách nhau không xa.
Tại Vạn Lại, một địa danh thuộc huyện Thụy Nguyên, phủ Thiệu Hóa, tỉnh Thanh Hoa (nay là xã Xuân Châu, huyện Thọ Xuân, Thanh Hóa). Tại đây, năm 1546, Trịnh Kiểm đã cho xây dựng hành điện, kinh đô tạm thời của triều đình và rước vua Lê về đó ở. Và cũng từ đó, thế Nam - Bắc triều được hình thành. Vạn Lại thực sự trở thành nơi đầu não của Nam triều trong một khoảng thời gian khá dài, đóng vai trò trung tâm của đời sống chính trị, văn hóa thời bấy giờ.
Cố đô Vạn Lại được vua Lê Trang Tông tạo lập năm 1546 (niên hiệu Nguyên Hòa thứ 14) trên địa phận sách Vạn Lại nay thuộc xã Xuân Châu, huyện Thọ Xuân, Thanh Hóa. Đất ở đây được đánh giá là quan trọng trong quân sự của thời loạn, có núi non sừng sững, nước chảy uốn quanh tựa đất tạo nghiệp đế vương.
Năm 1553 vua Lê Trung Tông cho dời hành dinh đến An Trường (còn gọi là Yên Trường) vì cho rằng hình thế của An Trường rộng rãi sáng sủa. Năm 1573 đời vua Lê Thế Tông lại chuyển hành dinh về Vạn Lại sau khi bị quân nhà Mạc tấn công đến An Trường.
Vạn Lại - An Trường là kinh đô của Đại Việt dưới triều Lê trung hưng cho tới năm 1593 khi quân nhà Lê - Trịnh chiếm lại được Thăng Long và dời đô về đấy. Sau khi chuyển đi, cung thất phủ khổ vẫn được chúa Trịnh cho dựng lên trên dấu tích kinh đô cũ, mãi cho đến thời Tây Sơn kéo quân ra bắc thì phá hủy hoàn toàn.
Vết tích của kinh thành Vạn Lại - An Trường xưa đến nay chỉ còn nền móng cung điện hoang phế với hai cặp voi đá và ngựa đá được tác từ đá xanh nguyên khối trên địa bàn thôn 6 xã Xuân Châu (nay là xã  Thuận Minh) huyện Thọ Xuân. hành dinh Yên Trường thuộc thôn 2 Yên Trường. xã Thọ Lập hành dinh này dấu tích không còn nhiều.chỉ còn đoạn tường thành đất bị san bớt độ cao để.làm đường đi cùng gạch ngói chân tảng thời Lê và nền. móng chính của hành dinh nay thuộc phần đất của.một hộ dân bên trong vẫn còn một tượng Phỗng đá. đã bị vỡ phần đầu và tai khu hành dinh Yên Trường.giờ đây đã chỉ còn lại là phế tích,